# Abomey-Calavi (stad)
Abomey-Calavi is een stad en arrondissement in Benin binnen de gelijknamige gemeente. De stad ligt in het departement Atlantique en telt 61 450 inwoners (2002). De stad is oorspronkelijk een buitenwijk van Cotonou en ligt 18 kilometer van het centrum.
In de stad ligt ook de Université d’Abomey-Calavi (UAC). De grotere plaats Godomey ligt in dezelfde gemeente.